# 維基衛星地圖
WikiMapia是結合Google Maps及Wiki引擎的計劃，目標是「描述地球表面」。由Alexandre_Koriakine和Evgeniy Saveliev發起。他們自稱是受到 Google Maps 及維基百科啟發的。
在這個網站上，使用者可以在Google Maps提供的地圖上標定一塊矩形區域，稱之為「hotspot」。使用者可替hotspot加上一段文字資訊。這段文字包含三個部分：標題、內容、標籤。三個部分都開放給不特定使用者編輯。網站並且保存編輯歷史。網站還替同一塊hotspot提供了多語言版本功能，也就是說同一塊hotspot可以有多種語言的文字資訊。hotspot的形狀是矩形，容許的最大邊長是20公里左右。網站也提供一個提報刪除某塊hotspot的超連結。
網站也提供標籤搜尋功能。針對某些標籤作搜尋時，使用者可以在自己的地圖上只顯示有這些標籤的hotspot。
版權方面，WikiMapia原先遵從Google Maps之使用條款，2012年起宣布改用姓名標示-相同方式分享 (CC-BY-SA)。

## 类似项目
- EEmap
- Google Earth
- OpenStreetMap
- Placeopedia
- WikiMapia
- Windows Live Local
- World Wind
- Yandex地图编辑器

## 外部連結
- WikiMapia （页面存档备份，存于）